# Furcifer viridis
Furcifer viridis là một loài thằn lằn trong họ Chamaeleonidae. Loài này được Florio, Ingram, Rakotondravony, Louis Jr & Raxworthy mô tả khoa học đầu tiên năm 2012.